# طواف إيطاليا 2000
طواف إيطاليا 2000 هو سباق دراجات هوائية أقيم بتاريخ 13 مايو إلى 4 يونيو، تكون السباق من 21 مرحلة وامتدّ لمسافة 3676 كم بسرعة 37.7 كم/س، استغرق السباق 89 ساعة 30 دقيقة 14 ثانية. فاز به الإيطالي ستيفانو جارزيلي.

## الترتيب
| م                     | الدرّاج          | البلد   | الزمن                     |
| --------------------- | --------------- | ------- | ------------------------- |
| الفائز بالترتيب العام | ستيفانو جارزيلي | إيطاليا | 89 ساعة 30 دقيقة 14 ثانية |